# Pamięć człowieka

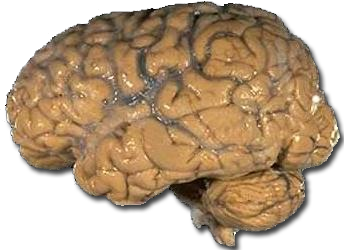
Obraz ludzkiego mózgu

Pamięć – jedna z funkcji ludzkiego umysłu, zdolność poznawcza do przechowywania, magazynowania i odtwarzania informacji o doświadczeniach. Pamięć jest przedmiotem badań psychologii kognitywnej.

## Klasyfikacja
Istnieją różne sposoby klasyfikacji pamięci w zależności od czasu jej trwania, charakteru i sposobu przypominania.
Główne etapy tworzenia i przywoływania pamięci, z punktu widzenia przetwarzania informacji, to:
- zapamiętywanie (zachowywanie)
- przechowywanie informacji (magazynowanie)
- przypominanie (odtwarzanie i rozpoznawanie)

We współczesnych teoriach kwestionuje się jednak podział procesu pamięciowego na te trzy fazy. Endel Tulving wyróżnia np. dziewięć faz procesu pamięciowego.

### Klasyfikacja ze względu na długość trwania
Podstawowa i ogólnie przyjęta klasyfikacja pamięci jest oparta na długości jej trwania. Wyróżnia się trzy typy pamięci: sensoryczną (ultrakrótką, pamięć zmysłów, USTM), krótkotrwałą (operacyjną, pamięć świeżą, STM) i długotrwałą (LTM).
Czas trwania pamięci sensorycznej wynosi do ok. 0,5 sekundy (patrz też: eksperyment Sperlinga). Część informacji z pamięci sensorycznej przedostaje się do pamięci krótkotrwałej, w której następuje analiza i interpretacja danych. Następnie informacja może być zapisana w pamięci długotrwałej.

### Klasyfikacja ze względu na typ informacji
Pamięć długotrwałą można podzielić na deklaratywną (jawną, świadomą) i niedeklaratywną (ukrytą, nieświadomą).
Pamięć świadoma wymaga udziału świadomości w przypominaniu, to znaczy potrzebny jest jakiś świadomy proces kierujący odtwarzaniem informacji. Czasem jest ona nazywana pamięcią jawną, gdyż zawiera informacje, które są przechowywane i odtwarzane w sposób jawny.
Pamięć świadomą można podzielić na pamięć semantyczną, która zawiera fakty niezależne od kontekstu, i pamięć epizodyczną, która przechowuje informacje w odniesieniu do innej informacji (np. czas i miejsce jakiegoś wydarzenia). W pamięci semantycznej możliwe jest przechowywanie wiedzy abstrakcyjnej o świecie, takiej jak np. "Paryż jest stolicą Francji". Pamięć epizodyczna z kolei jest używana do przechowywania konkretnych wspomnień. Czasem wyróżnia się jeszcze pamięć autobiograficzną, przechowującą wydarzenia z naszego życia.
W odróżnieniu od świadomej, pamięć nieświadoma jest oparta na nieświadomym przypominaniu wcześniej wyuczonego wzorca.

## Ośrodki pamięciowe
Miejscem magazynowania pamięci krótkotrwałej prawdopodobnie są synapsy.
W ośrodkach pamięciowych umiejscowiona jest pamięć czynnościowa (proceduralna).
Niektóre z ośrodków:
- hipokamp – część mózgu związana z pamięcią długotrwałą oraz orientacją przestrzenną[1],
- ciało migdałowate – część łącząca zarządzanie pamięcią i emocjami oraz odpowiedzialna za przetwarzanie sygnałów węchowych[2],
- tylna część płata ciemieniowego – ośrodek pamięci wykonywania ruchów wyuczonych,
- przednia część płatu ciemieniowego – ośrodek pamięci dotyku,
- płat potyliczny (dokładnie: pole przedpotyliczne) – ośrodek pamięci i zrozumienia widzianego obrazu,
- zakręt skroniowy górny – ośrodek zrozumienia i pamięci dźwięków,
- tylna część zakrętu skroniowego górnego – czuciowy ośrodek mowy (pamięci słyszanego i mówionego słowa),
- zakręt kątowy – ośrodek pamięci znaków pisarskich (czytania i pisania),
- pogranicze środkowej i tylnej części zakrętu czołowego górnego – ośrodek pamięci pisania znaków pisarskich.

## Zaburzenia pamięci
Najczęstszym zaburzeniem pamięci jest amnezja (niepamięć).

### Zaburzenia ilościowe
- hipermnezja
- hipomnezja
- amnezja (organiczna), amnezja dysocjacyjna
- ekmnezja

### Zaburzenia jakościowe
- allomnezja
- pseudomnezja

## Pamięć robocza
W psychologii poznawczej mówi się też o pamięci roboczej. Konstrukt ten integruje teorie pamięci krótkotrwałej oraz teorie dotyczące funkcji wykonawczych uwagi. Pamięć roboczą traktuje się nie tylko jako bufor przechowujący przez krótki okres biernie informacje, ale jako pewnego rodzaju przestrzeń roboczą (Baars), w której dokonuje się świadome przetwarzanie informacji. Istnieją dwie wiodące teorie opisujące pamięć roboczą: teoria Baddeleya oraz teoria Cowana. Pierwsza z nich wywodzi się z magazynowych modeli pamięci. Opisuje ona strukturę pamięci roboczej, dzieląc ją na podsystem odpowiadający za przechowywania i przetwarzanie informacji werbalnej (pętla fonologiczna) oraz podsystem odpowiadający za informacje obrazowe (szkicownik wzrokowo-przestrzenny). Nadzór nad tymi podsystemami pełni według tej teorii tzw. centralny system wykonawczy odpowiedzialny za alokację zasobów uwagi, co odpowiada za wybór aktualnie wykonywanego działania. Przechowywanie czy też przetwarzanie informacji w pamięci roboczej związane jest ze świadomością tego procesu.
Innym podejściem do problematyki pamięci roboczej jest jej rozumienie jako aktywowanej części pamięci trwałej. Autorem tej koncepcji jest Cowan. Według tej koncepcji uwaga kierowana przez centralny system wykonawczy decyduje o aktywacji pewnych śladów pamięciowych, a w konsekwencji ich uświadomienia (czyli "przeniesienia" do pamięci roboczej).